# Даниела Ђокић
Даниела Дани Ђокић (Штутгарт, 2004) је немачка манекенка српског порекла, победница 20. сезоне емисије Немачки топ модел 2025. године.

## Биографија
Породица Ђокић, отац Данило и мајка Драгана потичу из Србије, а данас живе са ћерком Даниелом и сином Симоном у Остфилдерну у Баден-Виртембергу. У млађим данима, Даниела се бавила српским фолклором. Похађала је гимназију Теодор-Хојс у Еслингену и студирала енглески и немачки језик за наставничку струку у гимназијама у Штутгарту. Од 2022. године ради и као модел, била је доступна преко агенције Louisa Models и радила је, између осталог, за бренд Joop. 
Учествовала је у 20. сезони емисије Немачки топ модел, а потом је добила манекенске ангажмане за часописе Zadig & Voltaire, InStyle и издање часописа Sports Illustrated посвећено купаћим костимима. У финалу, 19. јуна 2025. године, победницом ју је крунисала водитељка Хајди Клум. Победила је остале финалисткиње Зое Рецел и Магдалену Милић.